# بیاجو کونته
بیاجو کونته (ایتالیایی: Biagio Conte؛ زادهٔ ۷ آوریل ۱۹۶۸) دوچرخه‌سوار اهل ایتالیا است.